# Макдевитт, Дерби
Дерби Кристофер Макдевитт (англ. Darby Christopher McDevitt; род. 16 августа 1975, Спокан, Вашингтон, США) — американский разработчик видеоигр и сценарист, наиболее известен работой над серией игр Assassin’s Creed.
За свою карьеру, длинной более чем в несколько десятилетий, он работал сценаристом, режиссёром, музыкантом и дизайнером игр. Как сотрудник Ubisoft, Макдевитт был автором сценариев как для истории, так и для диалогов в  Assassin's Creed: Bloodlines ,  Assassin's Creed II: Discovery, Assassin's Creed: Embers и Assassin's Creed Unity, а также был ведущим сценаристом для  Assassin's Creed: Revelations и Assassin's Creed IV: Black Flag. В 2014 году Дерби был номинирован на премию Гильдии сценаристов Америки за свою работу над Black Flag. Дерби также известен как представитель Ubisoft по поводу франшизы Assassin’s Creed.
В марте 2021 года Дерби покинул Ubisoft. В ноябре 2021 года Дерби вернулся в Ubisoft.

## Видеоигры

### Нарративный директор
- Assassin's Creed Valhalla

### Ведущий сценарист
- The Sims Bustin’ Out для Game Boy Advance
- The Urbz: Sims in the City для Game Boy Advance и Nintendo DS
- The Chronicles of Narnia: The Lion, the Witch and the Wardrobe
- The Lord of the Rings: The Third Age
- The Sims 2 для Nintendo DS
- Assassin's Creed II: Discovery
- Assassin's Creed: Bloodlines
- Assassin's Creed: Revelations
- Assassin's Creed IV: Black Flag
- Assassin’s Creed Valhalla

### Сценарист и дизайнер
- Where the Wild Things Are
- Lord of the Rings: The Two Towers GBA

### Продюсер и дизайнер
- Cluefinders: The Incredible Toy Store Adventure

## Другие значимые работы

### Музыкальные клипы
- «Threes» by Autographic

- «Change» by Sneaky Thieves

- «When I Die» by Sneaky Thieves

- «Quarry» by Sneaky Thieves

- «Lesser» by Sneaky Thieves

- «Brotherly» album medley by Sneaky Thieves

### Повествовательные и документальные фильмы
- «Recital» (Короткометражка)

- «Proscenium» (Короткометражка)

- «Day Fable» (Короткометражка)

- «The Making of Cowards Bend The Knee» (Документальный фильм)

### Музыка
Sneaky Thieves
- «Brotherly» 2010 Other Electricites

- «Accidents» 2007 Other Electricites

Autographic
- «Technoir Classics» 2012

- «The Attic» 2009

### Статьи
- «Digital Future, Invisible Past» — Gamasutra, 2014

- «Reality Bytes: Pondering the limits of Realism» — Gamasutra, 2013

- «Are Game(r)s Art(ists)?» — Gamasutra, 2013

- «A Practical Guide to Game Writing» — Gamasutra, 2010

- «The Deaths of Game Narrative» — Gamasutra, 2010

## Награды и номинации
| Год  | Премия                         | Категория                                   | Название                        | Результат |
| ---- | ------------------------------ | ------------------------------------------- | ------------------------------- | --------- |
| 2012 | Премия Гильдии сценаристов США | Достижение в области видеоигровых сценариев | Assassin’s Creed: Revelations   | Номинация |
| 2012 | Canadian Game Awards           | Лучший сценарий                             | Assassin’s Creed: Revelations   | Номинация |
| 2013 | Canadian Game Awards           | Лучший сценарий                             | Assassin’s Creed IV: Black Flag | Победа    |
| 2014 | Премия Гильдии сценаристов США | Достижение в области видеоигровых сценариев | Assassin’s Creed IV: Black Flag | Номинация |
| 2021 | BAFTA Games Awards             | Лучший сюжет                                | Assassin’s Creed: Valhalla      | Номинация |
| 2021 | Canadian Game Awards           | Лучший сюжет                                | Assassin’s Creed: Valhalla      | Победа    |